# Cutícula

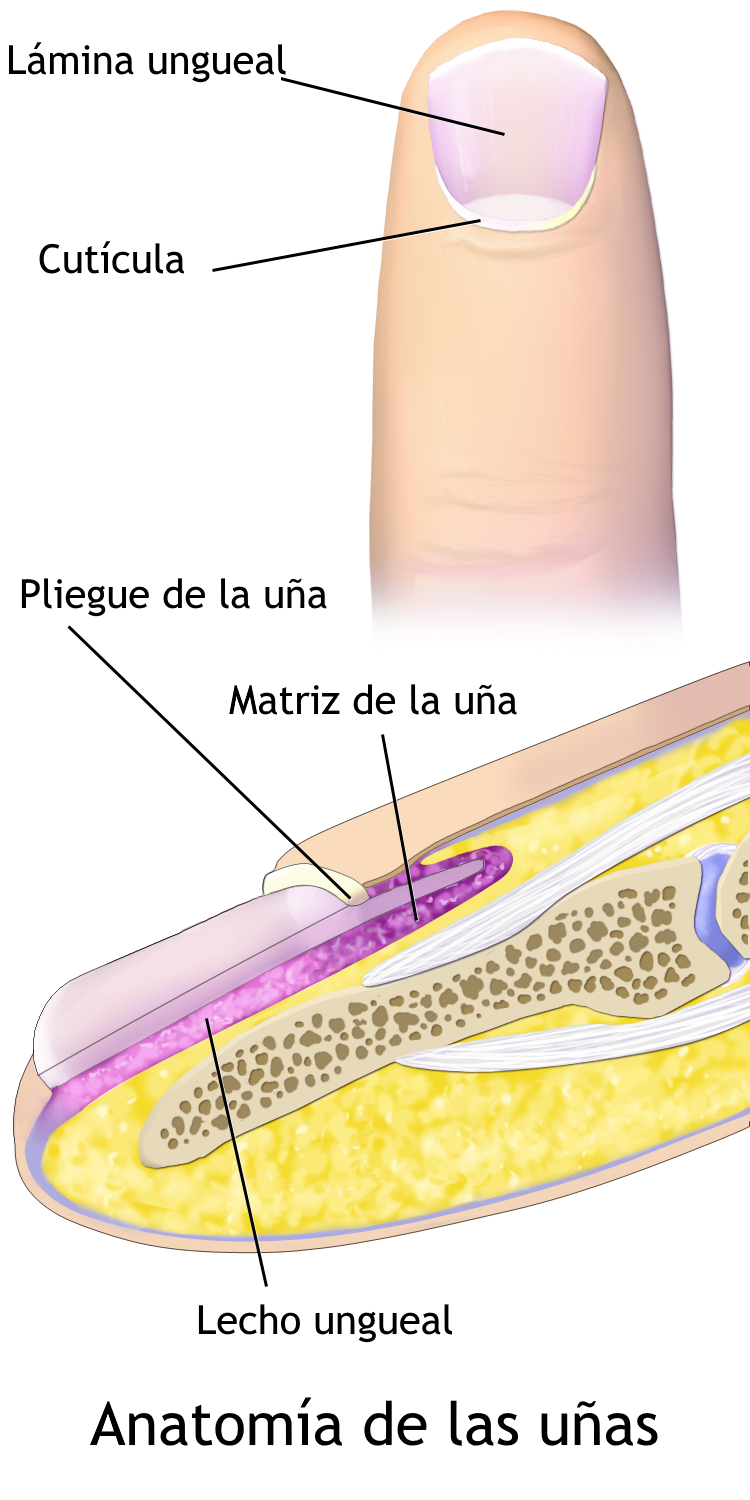
Anatomía de las partes básicas de una uña humana. La cutícula de la uña se denomina eponiquio.

El término cutícula se utiliza para referirse a una variedad de duros revestimientos no minerales exteriores en la totalidad o en alguna parte de un organismo, al que proporcionan protección. Varios tipos de "cutículas" no son homólogas, y difieren en su origen, su estructura, su función y su composición química.

## Anatomía humana
En la anatomía humana, la cutícula se refiere a varias estructuras, no solo al eponiquio de la uña, es decir, a las capas de las células epidérmicas o queratinocitos que producen la queratina, proteína también presente en los cuernos de los animales, y además a la capa superficial de células sobrepuestas que cubren el eje del cabello (cutícula pili), que encierra al mismo en sus folículos.

## Cutícula de invertebrados
La cutícula de los invertebrados es una estructura de múltiples capas sobre la epidermis de muchos invertebrados, por ejemplo Nematodes y artrópodos, en los cuales forma un exoesqueleto.
Los principales componentes estructurales de la cutícula de los nemátodos son proteínas, colágeno y proteínas especializadas insolubles muy entrelazadas conocidas como cuticlins, junto con glicoproteínas y lípidos.
El principal componente de la cutícula de artrópodos es la quitina, un polisacárido compuesto de unidades de N-Acetilglucosamina, junto con proteínas y lípidos. Las proteínas y la quitina están entrelazadas contribuyendo a su rigidez. La rigidez es una función de los tipos de proteínas y la cantidad de quitina. Cuanto más ácida es la proteína, más suave es la cutícula. Se cree que las células epidérmicas producen proteínas y también controlan el tiempo y la cantidad de proteínas a ser incorporadas en la cutícula.

## Botánica

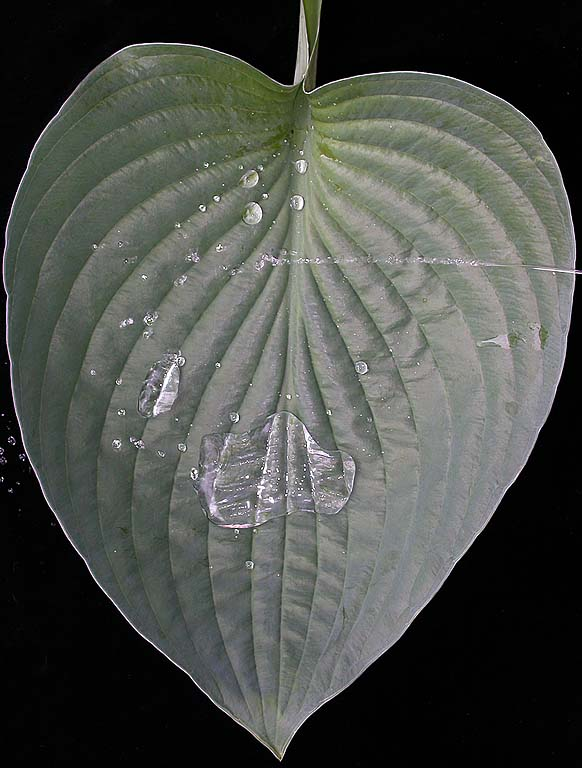
La cera epicuticular que cubre la cutícula de una hoja de hosta hace que ésta sea hidrofóbica. El agua, incapaz de mojar la cutícula, forma perlas y se escurre, llevando el polvo y la contaminación soluble con ella. Esta propiedad de autolimpieza se llama indistintamente "ultrahidrofobicidad" o "ultraoleofobicidad" en revistas técnicas. Más popularmente se conoce como el efecto loto.

En botánica, las cutículas de las plantas están protegidas por una cubierta por cera hidrofóbica producida por las células de la epidermis de las hojas, brotes tiernos y todos los demás órganos de las plantas aéreas. Las cutículas minimizan la pérdida de agua y eficazmente reducen la entrada de patógenos debido a su secreción serosa.
Los principales componentes estructurales de las cutículas de las plantas son polímeros únicos de cutina y/o Cutan, impregnados con cera.
Las cutículas de las plantas funcionan como barreras de permeabilidad para el agua y para materiales hidrosoluble (solubles en agua). La cutícula evita que la superficie de las plantas se humedezca y ayuda a prevenir que las plantas se sequen. Plantas xerófilas como el cactus poseen cutículas muy gruesas que les ayudan a sobrevivir en los climas áridos. Las plantas que viven en ambientes con brisa marina pueden tener también cutículas más gruesas que las protegen contra los efectos tóxicos de la sal.
Algunas plantas, especialmente las adaptadas a la vida en ambientes húmedos o acuáticos, tienen una resistencia extrema a la humectación. Un ejemplo bien conocido es el Loto Sagrado.  Esta adaptación no es puramente el efecto físico y químico de una capa de cera, sin embargo, depende en gran medida de la forma microscópica de la superficie. 
Una superficie hidrófuga está esculpida a nivel microscópico, con hilos regulares  y a veces en patrones fractales,  altos y estrechamente espaciados. Esta estructura, junto con la presencia de una capa cerosa, crea una superficie que no rompe la tensión superficial del líquido, entonces el área de contacto entre las superficies líquidas y sólidas puede ser reducido a menos de una décima parte de lo que una superficie continua permite. El efecto es reducir sustancialmente la humectación de la superficie.

## Micología
En micología cutícula es un término utilizado para la capa externa de tejido de basidiocarpo de un hongo, o "cuerpo de fruta". El término alternativo pileipellis significa "piel" de un "tope", en latín; "tope" significa "hongo", y podría ser técnicamente preferible, pero es tal vez demasiado complicado para el uso popular. Es la parte removida cuando se "pelan" las setas. Por otro lado, una cierta terminología morfológica en micología hace distinciones más finas, tales como los descritos en el artículo sobre el "pileipellis".
Sea como fuere, el pileipellis (o "piel") es distinta de la trama, el tejido carnoso interior de un hongo o cuerpo fructífero similar, y también de la capa de tejido de espora-transporte, el himenio.